# Julien Doré

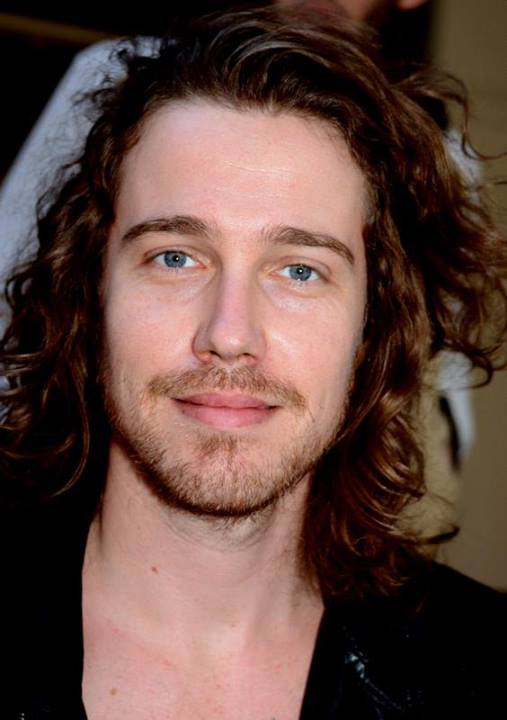
Julien Doré (2013)

Julien Doré (* 7. Juli 1982 in Alès, Département Gard) ist ein französischer Rock- und Popsänger.

## Leben
Doré gewann 2007 die fünfte Staffel der französischen Casting-Show Nouvelle Star. Ursprünglich wollte er die Show nur zur Werbung für seine Rockband Dig Up Elvis nutzen, konnte sich dann aber mit einer ungewöhnlichen Songauswahl bis ins Finale durchsingen und schließlich gewinnen. Er adaptierte immer wieder Titel von Sängerinnen wie Like a Virgin von Madonna, … Baby One More Time von Britney Spears und Moi… Lolita von Alizée als Jazz- oder Akustikversionen. Letztgenannter Titel wurde auch seine erste Single nach dem Sieg, damit verpasste er nur knapp die Spitze der französischen Charts, war aber vier Wochen lang Nummer 1 in Belgien.
Parallel zu seiner Solokarriere setzte er auch sein Engagement in der Band Dig Up Elvis fort. Mit dieser ging er Ende 2007 auf Konzerttour. Bis zum Erscheinen seines ersten Soloalbums Ersatz dauerte es bis Juni 2008. 2009 nahm er im Duett mit der Ex-Nouvelle-Vague-Sängerin Mélanie Pain den Titel Helsinki auf. Der Track, veröffentlicht auf dem Pain-Album My Name und der Sammel-Kompilation Le Pop 5, wurde auch als Single aufgelegt.
2013 verkörperte er den Black-Metal-Sänger Alex in der Komödie Happy Metal – All We Need Is Love!

## Trivia
Julien Doré ist ein Ururenkel des Komponisten Émile Waldteufel.

## Diskografie

### Studioalben
| Jahr | Titel Musiklabel             | Höchstplatzierung, Gesamtwochen, AuszeichnungChartplatzierungen (Jahr, Titel, Musiklabel, Platzierungen, Wochen, Auszeichnungen, Anmerkungen) | Höchstplatzierung, Gesamtwochen, AuszeichnungChartplatzierungen (Jahr, Titel, Musiklabel, Platzierungen, Wochen, Auszeichnungen, Anmerkungen) | Höchstplatzierung, Gesamtwochen, AuszeichnungChartplatzierungen (Jahr, Titel, Musiklabel, Platzierungen, Wochen, Auszeichnungen, Anmerkungen) | Anmerkungen                                                               |
| Jahr | Titel Musiklabel             | FR | BEW | CH | Anmerkungen                                                               |
| ---- | ---------------------------- | --- | --- | --- | ------------------------------------------------------------------------- |
| 2008 | Ersatz Sony Music France     | FR2 Platin · (78 Wo.)FR | BEW2 (37 Wo.)BEW | CH4 Gold · (11 Wo.)CH | Erstveröffentlichung: 13. Juni 2008 Verkäufe: + 107.500                   |
| 2011 | Bichon Sony Music France     | FR4 Gold · (31 Wo.)FR | BEW4 (34 Wo.)BEW | CH16 (11 Wo.)CH | Erstveröffentlichung: 21. März 2011 Verkäufe: + 50.000                    |
| 2013 | Løve Sony Music France       | FR4 ×3Dreifachplatin · (145 Wo.)FR | BEW9 (128 Wo.)BEW | CH21 (20 Wo.)CH | Erstveröffentlichung: 28. Oktober 2013 Verkäufe: + 300.000                |
| 2014 | Piano Solo Sony Music France | FR110 (1 Wo.)FR | — | — | Erstveröffentlichung: 16. November 2014 Akustikalbum mit Liedern aus Løve |
| 2016 | & Sony Music France          | FR1 Diamant · (105 Wo.)FR | BEW1 Gold · (168 Wo.)BEW | CH3 Gold · (36 Wo.)CH | Erstveröffentlichung: 14. Oktober 2016 Verkäufe: + 517.500                |
| 2018 | Vous & moi Sony Music France | FR5 Gold · (29 Wo.)FR | BEW2 (32 Wo.)BEW | CH10 (4 Wo.)CH | Erstveröffentlichung: 2. März 2018 Verkäufe: + 50.000                     |
| 2020 | Aimée Sony Music France      | FR1 ×3Dreifachplatin · (155 Wo.)FR | BEW1 (125 Wo.)BEW | CH4 (27 Wo.)CH | Erstveröffentlichung: 4. September 2020 Verkäufe: + 300.000               |
| 2024 | Imposteur Sony Music France  | FR1 Platin · (… Wo.)FR | BEW1 (… Wo.)BEW | CH3 (8 Wo.)CH | Erstveröffentlichung: 8. November 2024 Verkäufe: + 100.000                |

### Livealben
| Jahr | Titel Musiklabel            | Höchstplatzierung, Gesamtwochen, AuszeichnungChartplatzierungen (Jahr, Titel, Musiklabel, Platzierungen, Wochen, Auszeichnungen, Anmerkungen) | Höchstplatzierung, Gesamtwochen, AuszeichnungChartplatzierungen (Jahr, Titel, Musiklabel, Platzierungen, Wochen, Auszeichnungen, Anmerkungen) | Höchstplatzierung, Gesamtwochen, AuszeichnungChartplatzierungen (Jahr, Titel, Musiklabel, Platzierungen, Wochen, Auszeichnungen, Anmerkungen) | Anmerkungen                           |
| Jahr | Titel Musiklabel            | FR | BEW | CH | Anmerkungen                           |
| ---- | --------------------------- | --- | --- | --- | ------------------------------------- |
| 2015 | Løve Live Sony Music France | FR11 (18 Wo.)FR | BEW12 (23 Wo.)BEW | — | Erstveröffentlichung: 6. Februar 2015 |

### Singles
| Jahr | Titel Album                             | Höchstplatzierung, Gesamtwochen, AuszeichnungChartplatzierungen (Jahr, Titel, Album, Platzierungen, Wochen, Auszeichnungen, Anmerkungen) | Höchstplatzierung, Gesamtwochen, AuszeichnungChartplatzierungen (Jahr, Titel, Album, Platzierungen, Wochen, Auszeichnungen, Anmerkungen) | Höchstplatzierung, Gesamtwochen, AuszeichnungChartplatzierungen (Jahr, Titel, Album, Platzierungen, Wochen, Auszeichnungen, Anmerkungen) | Anmerkungen                                                  |
| Jahr | Titel Album                             | FR | BEW | CH | Anmerkungen                                                  |
| --- | --------------------------------------- | --- | --- | --- | ------------------------------------------------------------ |
| 2007 | Moi… Lolita –                           | FR2 Gold · (22 Wo.)FR | BEW1 (14 Wo.)BEW | CH20 (9 Wo.)CH | Erstveröffentlichung: 17. August 2007                        |
| 2008 | Les limites Ersatz                      | FR15 (25 Wo.)FR | BEW10 (20 Wo.)BEW | CH48 (9 Wo.)CH | Erstveröffentlichung: 31. März 2008                          |
| 2010 | Pour un infidèle Cœur de Pirate         | FR1 (36 Wo.)FR | BEW8 (33 Wo.)BEW | CH43 (13 Wo.)CH | Erstveröffentlichung: 8. März 2010 mit Cœur de Pirate        |
| 2011 | Kiss Me Forever Bichon                  | FR33 (14 Wo.)FR | BEW12 (16 Wo.)BEW | — | Erstveröffentlichung: 24. Februar 2011                       |
| 2013 | Paris-Seychelles Løve                   | FR11 Gold · (139 Wo.)FR | BEW38 (6 Wo.)BEW | — | Erstveröffentlichung: 12. Juli 2013                          |
| 2014 | On attendra l’hiver Løve                | FR115 (22 Wo.)FR | — | — | Erstveröffentlichung: 27. März 2014                          |
| 2014 | Chou wasabi Løve                        | FR15 (58 Wo.)FR | BEW12 (25 Wo.)BEW | — | Erstveröffentlichung: 22. August 2014 feat. Micky Green      |
| 2016 | Le lac &                                | FR1 Gold · (73 Wo.)FR | BEW3 (26 Wo.)BEW | CH72 (4 Wo.)CH | Erstveröffentlichung: 8. Juli 2016                           |
| 2016 | Sublime & silence &                     | FR17 Platin · (61 Wo.)FR | BEW7 (21 Wo.)BEW | — | Erstveröffentlichung: 2. September 2016                      |
| 2017 | Coco Câline &                           | FR14 Diamant · (50 Wo.)FR | BEW2 (20 Wo.)BEW | — | Erstveröffentlichung: 21. April 2017                         |
| 2017 | Coco Câline (Dim Sum Remix) –           | FR195 (1 Wo.)FR | — | — | Erstveröffentlichung: 28. April 2017                         |
| 2017 | Porto-Vecchio &                         | FR42 Platin · (31 Wo.)FR | BEW19 (15 Wo.)BEW | — | Erstveröffentlichung: 25. September 2017                     |
| 2020 | La fièvre Aimée                         | FR73 Platin · (20 Wo.)FR | BEW7 (19 Wo.)BEW | — | Erstveröffentlichung: 25. Juni 2020                          |
| 2020 | Nous Aimée                              | FR45 Diamant · (30 Wo.)FR | BEW7 (19 Wo.)BEW | — | Erstveröffentlichung: 23. Oktober 2020                       |
| 2021 | Kiki Aimée                              | FR188 Gold · (1 Wo.)FR | BEW14 (15 Wo.)BEW | — | Erstveröffentlichung: 23. März 2021                          |
| 2021 | Waf Aimée                               | FR— GoldFR | BEW15 (13 Wo.)BEW | — | Erstveröffentlichung: 16. Juni 2021 feat. Simone & Jean-Marc |
| 2021 | Larme fatale Aimée (Encore)             | FR193 (1 Wo.)FR | — | — | Erstveröffentlichung: 24. Oktober 2021 mit Eddy de Pretto    |
| 2024 | Pourvu qu’elles soient douces Imposteur | FR186 (1 Wo.)FR | — | — | Erstveröffentlichung: 28. August 2024                        |
| 2024 | Toutes les femmes de ta vie Imposteur   | FR162 (1 Wo.)FR | BEW30 (12 Wo.)BEW | — | Erstveröffentlichung: 26. September 2024                     |
| 2025 | Viens on essaie –                       | — | BEW22 (… Wo.)BEW | — | Erstveröffentlichung: 4. Juli 2025 mit Vitaa                 |
| Folgende Lieder erschienen nicht als Single, wurden aber durch das Album zum Download und Streaming bereitgestellt und konnten somit eine Platzierung erlangen: |                                         | | | |                                                              |
| |                                         | | | |                                                              |
| 2013 | Viborg Løve                             | FR160 (2 Wo.)FR | — | — | Charteinstieg: 2. November 2013                              |
| 2014 | Week-end à Rome Løve                    | FR199 (1 Wo.)FR | — | — | Charteinstieg: 29. November 2014                             |
| 2016 | Mon écho &                              | FR111 (3 Wo.)FR | — | — | Charteinstieg: 24. September 2016                            |
| 2016 | Corail &                                | FR143 (1 Wo.)FR | — | — | Charteinstieg: 22. Oktober 2014 feat. Juliette Armanet       |
| 2020 | Barracuda I Aimée                       | FR191 (1 Wo.)FR | — | — | Charteinstieg: 11. September 2020                            |
| 2024 | Les demons de minuit Imposteur          | FR190 (1 Wo.)FR | BEW50 (1 Wo.)BEW | — |                                                              |

Weitere Singles
- 2008: Figures imposées (mit Morgane Imbeaud)
- 2008: De mots (mit Arno)
- 2009: First Lady
- 2009: Helsinki (mit Mélanie Pain)
- 2011: L’été summer
- 2012: Laisse avril
- 2020: Larme fatale 2 (FR: Gold)

### Gastbeiträge
| Jahr | Titel Album                         | Höchstplatzierung, Gesamtwochen, AuszeichnungChartplatzierungen (Jahr, Titel, Album, Platzierungen, Wochen, Auszeichnungen, Anmerkungen) | Höchstplatzierung, Gesamtwochen, AuszeichnungChartplatzierungen (Jahr, Titel, Album, Platzierungen, Wochen, Auszeichnungen, Anmerkungen) | Höchstplatzierung, Gesamtwochen, AuszeichnungChartplatzierungen (Jahr, Titel, Album, Platzierungen, Wochen, Auszeichnungen, Anmerkungen) | Anmerkungen                    |
| Jahr | Titel Album                         | FR | BEW | CH | Anmerkungen                    |
| --- | ----------------------------------- | --- | --- | --- | ------------------------------ |
| Folgende Lieder erschienen nicht als Single, wurden aber durch das Album zum Download und Streaming bereitgestellt und konnten somit eine Platzierung erlangen: |                                     | | | |                                |
| |                                     | | | |                                |
| 2022 | Coup de vieux Les autres c’est nous | FR77 Diamant · (1 Wo.)FR | BEW3 (24 Wo.)BEW | — | Bigflo & Oli feat. Julien Doré |
| 2023 | Beau Miroirs                        | FR167 Diamant · (2 Wo.)FR | BEW9 (21 Wo.)BEW | — | Joseph Kamel feat. Julien Doré |

Weitere Gastbeiträge
- 2018: Midi sur Novembre (Louane feat. Julien Doré, FR: Gold)

Weitere Lieder mit Auszeichnungen
- 2021: Sad & Slow (Clara Luciani feat. Julien Doré, FR: Gold)

### Boxsets
| Jahr | Titel              | Höchstplatzierung, Gesamtwochen, AuszeichnungChartplatzierungen (Jahr, Titel, Platzierungen, Wochen, Auszeichnungen, Anmerkungen) | Höchstplatzierung, Gesamtwochen, AuszeichnungChartplatzierungen (Jahr, Titel, Platzierungen, Wochen, Auszeichnungen, Anmerkungen) | Höchstplatzierung, Gesamtwochen, AuszeichnungChartplatzierungen (Jahr, Titel, Platzierungen, Wochen, Auszeichnungen, Anmerkungen) | Anmerkungen                          |
| Jahr | Titel              | FR | BEW | CH | Anmerkungen                          |
| ---- | ------------------ | --- | --- | --- | ------------------------------------ |
| 2015 | 2CD: Løve / Bichon | FR108 (17 Wo.)FR | — | — | Erstveröffentlichung: September 2015 |

## Filmographie
- Happy Metal – All We Need Is Love! (Pop Redemption, „Alex“, 2013)
- Call My Agent! (Dix pour cent, Fernsehserie, acht Episoden, 2017–2018)